# Плетикосич, Стеван
Стеван Плетикосич (серб. Стеван Плетикосић; род. 14 марта 1972, Крагуевац) — югославский и сербский стрелок, специализирующийся в стрельбе из винтовки. Бронзовый призёр Олимпиады 1992 года, участник шести Олимпийских игр.

## Карьера
Свою стрелковую карьеру Плетикосич начал в середине 1980-х. В конце того же десятилетия был одним из сильнейших стрелков мира на молодёжном уровне. В 1990 и 1991 годах он дважды выигрывал молодёжные первенства Европы, выступая под флагом Югославии.
Также в 1991 году он занял второе место на этапе Кубка мира в Цюрихе и пробился на финальный этап, который проходил в Мюнхене. Там в стрельбе из винтовки лёжа Плетикосич установил юниорский мировой рекорд (600 баллов из 600 возможных, второй подобный результат в истории) и завоевал золотую медаль.
В 1992 году к Югославии были применены санкции и на Играх в Барселоне спортсмены выступали под олимпийским флагом. Двадцатилетний Плетикосич выступал только в одном виде программы — в стрельбе из винтовки лёжа и завоевал бронзовую награду, одну из трёх медалей, завоёванных независимыми спортсменами на тех Играх.
В 1994 году Плетикосич стал вице-чемпионом мира в стрельбе из винтовки лёжа, а двенадцать лет спустя, выступая под флагом Сербии и Черногории повторил этот успех уже в стрельбе из трёх положений.
За свою карьеру принимал участие в шести Олимпиадах, пропустив Игры 2012 года в Лондоне. Помимо бронзовой медали на барселонской Олимпиаде сербский стрелок выходил в олимпийский финал лишь в Пекине в упражнении с пневматической винтовкой и стал там седьмым.

## Выступления на Олимпийских играх
| Игры                               | Винтовка лёжа 50 метров | Винтовка, три положения 50 метров | Пневматическая винтовка 10 метров |
| ---------------------------------- | ----------------------- | --------------------------------- | --------------------------------- |
| В качестве независимого спортсмена |                         |                                   |                                   |
| Барселона-1992                     | 3                       | —                                 | —                                 |
| За Сербию и Черногорию             |                         |                                   |                                   |
| Атланта-1996                       | 11                      | 35                                | —                                 |
| Сидней-2000                        | 30                      | 29                                | 38                                |
| Афины-2004                         | 42                      | 29                                | 39                                |
| За Сербию                          |                         |                                   |                                   |
| Пекин-2008                         | 10                      | 11                                | 7                                 |
| Рио-де-Жанейро-2016                | 21                      | 25                                | —                                 |